# Duncan Ferguson
Duncan Ferguson (ur. 27 grudnia 1971 w Stirling), piłkarz szkocki grający na pozycji napastnika.

## Kariera klubowa
Piłkarską karierę Ferguson rozpoczął w małym klubie Carse Thistle. W 1990 roku podpisał swój pierwszy profesjonalny kontrakt z drużyną Scottish Premier League, Dundee United. W koszulce Dundee zadebiutował 11 listopada w wygranym na Ibrox Park wyjazdowym meczu z Rangers F.C. W swoim pierwszym sezonie zdobył jednego gola w dziewięciu rozegranych spotkaniach. W Pucharze Szkocji strzelił trzy gole i pomógł w awansie do finału, jednak w nim Dundee uległo 3:4 Motherwell F.C. W sezonie 1991/1992 był podstawowym zawodnikiem United, a w ataku grywał z Darrenem Jacksonem oraz Finem Miką-Mattim Paatelainenem. Dwukrotnie z rzędu zostawał najlepszym strzelcem klubu, a przez trzy lata zaliczył dla niego 28 trafień.
20 lipca 1993 roku Ferguson podpisał kontrakt z Rangersami, których menedżerem był Walter Smith. Suma transferu wyniosła 4 miliony funtów, a w nowej drużynie Duncan po raz pierwszy wystąpił 21 sierpnia w derbach Glasgow z Celtikiem (0:0). Ferguson nie potrafił przebić się do składu Rangersów i często grywał nie w ataku, a na lewej pomocy bądź lewej obronie. W ataku natomiast przegrywał rywalizację z Markiem Hateleyem, Ally'm McCoistem czy Gordonem Durie. W 1994 roku został mistrzem Szkocji, ale w październiku odszedł z zespołu.
4 października Ferguson został zawodnikiem angielskiego Evertonu. Menedżer klubu Joe Royle zdecydował się zapłacić Rangersom 4,4 miliona funtów. Swój pierwszy mecz dla "The Toffies" Szkot rozegrał 15 października przeciwko Coventry City (0:2). 21 listopada strzelił pierwszego gola dla nowego klubu - Everton pokonał na Goodison Park 2:0 odwiecznego rywala, Liverpool F.C. W 1995 roku dotarł z Evertonem do finału Pucharu Anglii, a w nim grał od 51. minuty, gdy zmienił strzelca bramki Paula Rideouta. Everton zwyciężył w finale 1:0 z Manchesterem United. Na skutek problemów z przepukliną opuścił dużą część sezonu 1995/1996. Jednak w sezonie 1996/1997 ponownie grał w pierwszym składzie i strzelił 10 goli. Pod koniec sezonu przeszedł operację kolana, a w sezonie 1997/1998 nowy menedżer Evertonu, Howard Kendall, mianował go kapitanem zespołu. W nim Duncan zdobył 11 bramek.
Pod koniec 1998 roku Ferguson został sprzedany za 7 milionów funtów do innego klubu Premiership, Newcastle United, prowadzonego wówczas przez Ruuda Gullita. W drużynie z St James’ Park po raz pierwszy wystąpił 28 listopada przeciwko Wimbledonowi i wtedy też dwukrotnie trafił do siatki rywali. Początkowo tworzył linię ataku z Alanem Shearerem, ale kolejna kontuzja spowodowała, że Duncan rozegrał zaledwie 7 spotkań w sezonie. W sezonie 1999/2000 także miewał kłopoty ze zdrowiem i wystąpił tylko we 23 ligowych meczach Newcastle.
19 sierpnia 2000 menedżer "Srok" Bobby Robson sprzedał Fergusona za 3,75 miliona funtów do Evertonu i tym samym Duncan wrócił na Goodison Park. Już po dwóch rozegranych spotkaniach doznał kontuzji, a w sezonie wystąpił tylko 12 razy. W kolejnych trzech sezonach Duncan więcej czasu spędzał na leczeniu niż na graniu, ale do gry wrócił w sezonie 2004/2005. Wtedy też z powodzeniem grał w pierwszym składzie tworząc linię ataku z rodakiem Jamesem McFaddenem. W zespole prowadzonym przez Davida Moyesa strzelił 6 goli. W sezonie 2005/2006 był rezerwowym. W meczu z Wigan Athletic otrzymał czerwoną kartkę za incydenty z Paulem Scharnerem i Pascalem Chimbondą, a w konsekwencji został zdyskwalifikowany na 7 spotkań. Tym samym był to jego ósmy w karierze czerwony kartonik i Ferguson wyrównał rekord Premiership, należący do Patricka Vieiry. Latem 2006 Duncan zakończył piłkarską karierę w wieku 35 lat.
| Sezon   | Klub             | Kraj    | Rozgrywki               | Mecze | Bramki |
| ------- | ---------------- | ------- | ----------------------- | ----- | ------ |
| 1990/91 | Dundee United    | Szkocja | Scottish Premier League | 9     | 1      |
| 1991/92 | Dundee United    | Szkocja | Scottish Premier League | 38    | 15     |
| 1992/93 | Dundee United    | Szkocja | Scottish Premier League | 30    | 12     |
| 1993/94 | Rangers F.C.     | Szkocja | Scottish Premier League | 10    | 1      |
| 1994/95 | Rangers F.C.     | Szkocja | Scottish Premier League | 4     | 1      |
| 1994/95 | Everton F.C.     | Anglia  | Premiership             | 23    | 7      |
| 1995/96 | Everton F.C.     | Anglia  | Premiership             | 18    | 5      |
| 1996/97 | Everton F.C.     | Anglia  | Premiership             | 33    | 10     |
| 1997/98 | Everton F.C.     | Anglia  | Premiership             | 29    | 11     |
| 1998/99 | Everton F.C.     | Anglia  | Premiership             | 13    | 4      |
| 1998/99 | Newcastle United | Anglia  | Premiership             | 7     | 2      |
| 1999/00 | Newcastle United | Anglia  | Premiership             | 23    | 6      |
| 2000/01 | Everton F.C.     | Anglia  | Premiership             | 12    | 6      |
| 2001/02 | Everton F.C.     | Anglia  | Premiership             | 22    | 6      |
| 2002/03 | Everton F.C.     | Anglia  | Premiership             | 7     | 0      |
| 2003/04 | Everton F.C.     | Anglia  | Premiership             | 20    | 5      |
| 2004/05 | Everton F.C.     | Anglia  | Premiership             | 35    | 6      |
| 2005/06 | Everton F.C.     | Anglia  | Premiership             | 27    | 1      |

## Kariera reprezentacyjna
W reprezentacji Szkocji Ferguson zadebiutował 17 maja 1992 roku w wygranym 1:0 towarzyskim spotkaniu ze Stanami Zjednoczonymi. W tym samym roku został powołany przez selekcjonera Andy’ego Roxburgha do kadry na Euro 92. Tam zagrał tylko w przegranym 0:1 meczu grupowym z Holandią. Następnie niemal co roku Duncan rozgrywał po jednym spotkaniu w kadrze, a do 1997 rozegrał ich łącznie zaledwie siedem.